# Cold Case Sverige
Cold Case Sverige var ett TV-program som visades på TV4. Programmet handlade om olösta mord i Sverige. Morden skulle försöka lösas med hjälp av ny kriminalteknik och där folk skulle ringa till ett speciellt nummer och ge tips till polisen. Programledare var Thabo Motsieloa.